# Luis Filosa
Luis Filosa (15 de fevereiro de 1973) é um ex-futebolista venezuelano que atuava como defensor.

## Carreira
Luis Filosa integrou a Seleção Venezuelana de Futebol na Copa América de 1995.